# Мрчна Села
Мрчна Села (словен. Mrčna sela) — поселення в общині Кршко, Споднєпосавський регіон, Словенія. Висота над рівнем моря: 554,6 м.